# Óvoa e Vimieiro
Óvoa e Vimieiro (oficialmente: União das Freguesias de Óvoa e Vimieiro) é uma freguesia portuguesa do município de Santa Comba Dão, com 22,47 km² de área e 1480 habitantes (censo de 2021). A sua densidade populacional é 65,9 hab./km².

## História
Foi criada aquando da reorganização administrativa de 2012/2013,  resultando da agregação das antigas freguesias de Óvoa e Vimieiro.

## Geografia
Confina com a União das Freguesias de Santa Comba Dão e Couto do Mosteiro e a União das Freguesias de Treixedo e Nagozela a norte e noroeste, Pinheiro de Ázere e São João de Areias a este, União das Freguesias de São Pedro de Alva e São Paio do Mondego (concelho de Penacova, distrito de Coimbra) a sul e com a União das Freguesias de Mortágua, Vale de Remígio, Cortegaça e Almaça a oeste (concelho de Mortágua). Os seus limites são definidos por cursos de água, de salientar a Barragem da Aguieira, ou é assinalada em terra por pontos notáveis.

## Demografia
A população registada nos censos foi:
| Distribuição da População por Grupos Etários | Distribuição da População por Grupos Etários | Distribuição da População por Grupos Etários | Distribuição da População por Grupos Etários | Distribuição da População por Grupos Etários | Distribuição da População por Grupos Etários |
| -------------------------------------------- | -------------------------------------------- | -------------------------------------------- | -------------------------------------------- | -------------------------------------------- | -------------------------------------------- |
| Antes da agregação                           |                                              |                                              |                                              |                                              |                                              |
| Ano                                          | 0-14 anos                                    | 15-24 anos                                   | 25-64 anos                                   | >= 65 anos                                   | Total                                        |
| 2001                                         | 248                                          | 274                                          | 920                                          | 413                                          | 1855                                         |
| 2011                                         | 193                                          | 153                                          | 835                                          | 459                                          | 1640                                         |
| Após a agregação                             |                                              |                                              |                                              |                                              |                                              |
| Ano                                          | 0-14 anos                                    | 15-24 anos                                   | 25-64 anos                                   | >= 65 anos                                   | Total                                        |
| 2021                                         | 150                                          | 138                                          | 684                                          | 508                                          | 1480                                         |